# Talinopsis
Talinopsis és un gènere de plantes angiospermes suculentes de la família de les anacampserotàcies.

## Descripció
És una planta subarbustiva, les fulles són linears carnoses i oposades. Les flors tenen una corol·la formada per cinc pètals de color púrpura i s'agrupen en inflorescències cimoses terminals. L'ovari és súper, fusiforme i unilocular. L'androceu està format per uns vint estams amb anteres biloculars. El fruit és una càpsula.

## Taxonomia
Aquest gènere va ser descrit per primer cop l'any 1852, a la publicació Smithsonian Contributions to Knowledge, pel botànic estatunidenc Asa Gray (1810-1888).
És un gènere monotípic que només conté l'espècie Talinopsis frutescens.